# Lane-Cove-Tunnel

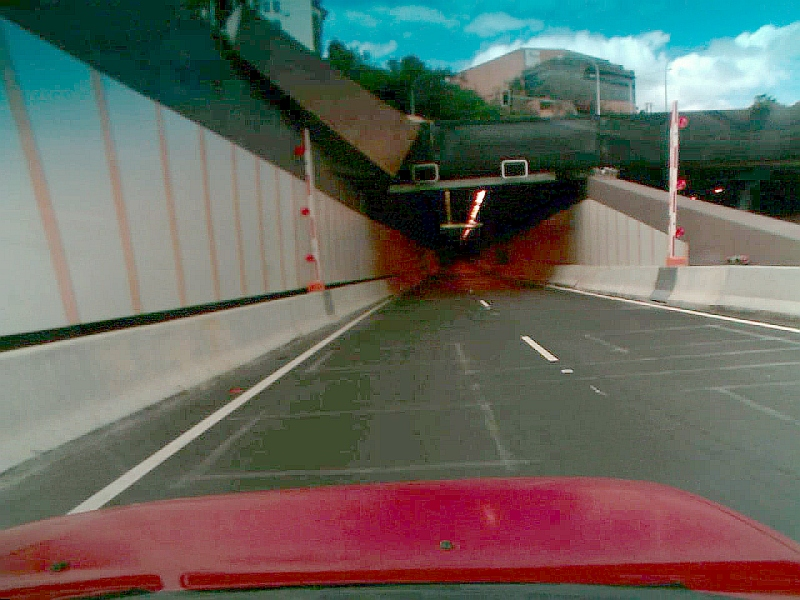
Einfahrt Richtung Osten

Der Lane-Cove-Tunnel ist ein Autobahntunnel im Norden von Sydney im Osten des australischen Bundesstaates New South Wales. Er verbindet den Gore Hill Freeway in Lane Cove mit dem Hills Motorway in North Ryde.

## Verlauf
Der Lane-Cove-Tunnel beginnt am Westrand des Vorortes Lane Cove, wo der Pacific Highway (Met-1) den Gore Hill Freeway (Met-1) kreuzt. Er führt nach Westen unter dem Vorort Lane Cove und dem Lane Cove River hindurch und endet nach 3,6 km in North Ryde, wo der Hills Motorway (Met-2) nach Nordwesten anschließt.

## Geschichte
Der AU-$ 1,1 Mrd. teure Tunnel wurde von einem Joint Venture von Thiess und John Holland gebaut. Vor dessen Fertigstellung mussten die Autofahrer die Epping Road durch Lane Cove befahren, um vom Gore Hill Freeway zum Hills Motorway zu kommen.
In den Morgenstunden des 2. November 2005 stürzte die Decke eines Luftführungstunnels für das Projekt ein. Durch den Einsturz gab auch die Straße, die über diesen Tunnel führte, nach und ein dreistöckiges Gebäude an der Longueville Road 11–13 wurde in Mitleidenschaft gezogen. Der Einsturz verursachte einen 10 m × 10 m großen  Krater an der Ausfahrt des Pacific Highway in Lane Cove Richtung Süden. 47 Personen mussten aus dem Gebäude evakuiert werden. Rettungskräfte pumpten 1.000 m³ Beton in das Loch, um das Gebäude vor dem Einsturz zu bewahren. Eine Untersuchung von Workcover NSW ergab, dass der Einsturz durch die geologischen Verhältnisse am Unglücksort, die große Spannweite des Tunnels und eine unzureichende Abstützung der Decke verursacht worden war. Der Schaden an privatem Eigentum wurde durch den Einsturz knapp unterhalb der Erdoberfläche verursacht.
Am 25. März 2007 wurde der Tunnel von vier Arbeitern, die ihre 9.000 Kollegen, die an diesem Projekt mitgearbeitet hatten, repräsentierten, eröffnet, zwei Monate vor dem geplanten Termin. Im ersten Monat war der Tunnel mautfrei zu befahren.
Connector Motorways war Eigentümer und Betreiber des Lane-Cove-Tunnels und des Falcon Street Gateway. Die Firma sollte den Tunnel bis 2037 (gegen Erhebung einer Maut) betreiben. Das „misslungene Infrastrukturprojekt“ war allerdings ein Desaster für die Firma, die im Januar 2010 Konkurs ging, nachdem sie nur Verlust mit dem Tunnel gemacht hatte. Transurban, eine Firma, die bereits andere mautpflichtige Straßen in Sydney betreibt,  kaufte den Tunnel im Mai 2010 für AU-$ 630 Mio. und wurde so der neue Betreiber.

## Maut
2012 beträgt die Maut für die Nutzung des Lane-Cove-Tunnels AU-$ 2,94 für PKWs und AU-$ 5,87 für LKWs. Sie werden entsprechend dem Verbraucherpreisindex angepasst.

## Alternativrouten
Vor der Eröffnung des Lane-Cove-Tunnels mussten die Autofahrer die Epping Road durch den Vorort Lane Cove nehmen. Studien des Tunnelbetreibers haben aufgezeigt, dass der Tunnel die Fahrzeit um durchschnittlich 17 Minuten verkürzt und so den Autofahrern über AU-$ 4,-- pro Fahrstrecke spart.
Mit der Fertigstellung der Änderungen an den Straßen an der Erdoberfläche hat die Epping Road permanente Busspuren, die auch den Bussen Fahrzeit spart, eine neue Bushaltestelle, einen kombinierten Fuß- und Radweg und andere Verbesserungen. Der Autoverkehr wird auf die neue Mautstrecke geleitet.

## Falcon Street Gateway
Der Falcon Street Gateway besteht aus zwei Ein- und Ausfahrten am Warringah Freeway, die die Military Road an ihn anschließen. Die Maut hierfür beträgt AU-$ 1,32 für PKWs und AU-$ 2,62 für LKWs. Der Betreiber gibt an, dass durch die neuen Anschlüsse bis zu 19 Ampeln am Pacific Highway umfahren werden können. Der Falcon Street Gateway ist Teil eines größeren Projektes zur Verbreiterung des Gore Hills Freeway und zum besseren Anschluss der Küstenabschnitte nördlich von Sydney.

## Kreuzungen und Anschlüsse
| Lane Cove Tunnel                                                      |                              |                             |                                                                           |
| Anschlüsse Richtung Westen                                            | Entfernung nach Windsor (km) | Entfernung nach Sydney (km) | Anschlüsse Richtung Osten                                                 |
| Ende Lane Cove Tunnel weiter als Hills Motorway nach Epping / Windsor | 42                           | 14                          | Beginn Lane Cove Tunnel vom Hills Motorway                                |
| Beginn Lane Cove Tunnel weiter vom Gore Hill Freeway                  | 46                           | 10                          | Crows Nest, Hornsby Pacific Highway                                       |
| Beginn Lane Cove Tunnel weiter vom Gore Hill Freeway                  | 46                           | 10                          | Ende Lane Cove Tunnel weiter als Gore Hill Freeway nach Sydney / Canberra |